# Combination (聲優事務所)
株式會社Combination（日語：株式会社コンビネーション）是一家位於日本東京都世田谷區的聲優經紀公司。

## 概要
2009年1月19日，由日高範子和母公司Bring-up社長三矢雄二共兩位聲優代表，在東京都世田谷區成立。

## 所屬聲優

### 女性
- 樋口智惠子
- 日高範子

### 男性
- 三矢雄二

## 過往所屬聲優
- 今村清憲（日语：いまむらのりお）
- 榊原良子（自由職業）
- 仲尾梓（自由職業）
- 濱野一三（音響監督，自由職業）
- 福麻睦美（日语：福麻むつ美）（現所屬：Mitsuya Project）

## 外部連結
- 株式會社Combination公式官網（页面存档备份，存于） （日語）